# Capitanía de San Pedro del Río Grande del Sur
La capitanía de San Pedro del Río Grande del Sur (en portugués: Capitania de São Pedro do Rio Grande do Sul) fue una división administrativa del Brasil colonial.
Se estableció el 19 de septiembre de 1807, sucediendo a la capitanía de Río Grande de San Pedro (creada en 1760), subordinada a la capitanía de Río de Janeiro. La nueva capitanía, que tenía como capital a la ciudad de Río Grande, era independiente y cubría un territorio con límites poco precisos, en tierras que antes estaban bajo el dominio español y que estaban ocupadas de facto por gauchos, militares y al final de siglo XVIII, por los colonos portugueses, especialmente azorianos que recibieron tierras como parte de concesiones y sesmarías. El Gobierno de Santa Catarina era subordinado al de San Pedro. El primer capitán general de la capitanía fue Diogo de Sousa.
El 28 de febrero de 1821 se convierte en la provincia de San Pedro de Río Grande del Sur, que se corresponde con el actual estado de Río Grande del Sur, después de la proclamación de la República de Brasil.